# Noorderbrug (Rotterdam)
De Noorderbrug in de Nederlandse stad Rotterdam is een brug over de Rotte ter hoogte van het Noordplein. De brug vormt de verbinding tussen het Oude Noorden en Crooswijk. Hij is 40 meter lang en 20 meter breed.
Aan de Linkerrottekade langs de rivier staat op de hoek van de Crooswijksesingel sinds 1874 de Rotterdamse vestiging van de oorspronkelijk Amsterdamse Heinekenbrouwerij. Ruimtegebrek en de slechte bereikbaarheid midden in de snel groeiende stad noopten in 1968 Heineken zijn brouwerij te verplaatsen naar Zoeterwoude.

## Geschiedenis
Sinds 1860 lag er een lichte, vaste brug van hout bij het Noordplein. In 1895 werd deze vervangen door een ijzeren ophaalbrug. Die brug maakte een tramverbinding mogelijk, maar de brug heeft daar slechts vijftien jaar gestaan. De snelle groei van het verkeer maakte al gauw een verbreding en een tweede brug wenselijk. De Zaagmolenbrug werd in 1912 een paar honderd meter stroomopwaarts, ter hoogte van de Crooswijksestraat, opgebouwd uit delen van de tweede Noorderbrug (maar in 1956 vervangen).
De derde en huidige monumentale brug werd gebouwd in 1910-1911 op de fundering van zijn voorganger. Het is een vaste brug die bestaat uit beton en bakstenen metselwerk, afgewerkt met natuursteen en een hekwerk van smeedijzer. Er zijn vijf overspanningen, waarvan vier getoogd. Het was destijds de bedoeling dat binnenvaartschepen ongehinderd konden doorvaren, zonder toepassing van beweegbare onderdelen in de brug. Veel van deze schepen brachten handel naar het plein. Tot een herinrichting in de jaren '90 was het Noordplein een marktplein.
Na 90 jaar was de brug toe aan renovatie. Diverse onderdelen zijn hierbij vernieuwd, met behoud van de statige historische uitstraling. De binnenvaartschepen zijn nu verdwenen en ook de Rotte stroomt niet meer zoals hij deed. Het water is nu het domein van eenden en andere watervogels.